# Caro amico ti scrivo
| Recensione      | Giudizio |
| --------------- | -------- |
| Musica e dischi | [ 2 ]    |
| Discogs         | [ 3 ]    |

Caro amico ti scrivo è una compilation del cantautore italiano Lucio Dalla, pubblicato nel 2002 dalla BMG Ricordi.

## Tracce
1. 4/3/1943 – 3:45
2. Piazza Grande – 3:13
3. Com'è profondo il mare – 5:24
4. Disperato erotico stomp – 5:47
5. L'anno che verrà – 4:26
6. Futura – 6:07
7. Washington – 4:39
8. Caruso – 5:13
9. Attenti al lupo – 4:21
10. Apriti cuore – 5:11
11. Canzone – 4:30
12. Tu non mi basti mai – 4:31
13. Ciao – 4:38
14. Là – 4:03
15. Kamikaze – 4:25
16. Zingaro – 3:37

## Classifiche
| Classifica (2002-2012) | Posizione massima |
| ---------------------- | ----------------- |
| Austria                | 70                |
| Italia                 | 3                 |
| Svizzera               | 29                |

### Classifiche di fine anno
| Classifica (2012) | Posizione |
| ----------------- | --------- |
| Italia            | 35        |